# Fonds de promotion culturelle
Le Fonds de promotion culturelle (FPC) est un établissement public congolais à vocation culturelle, doté du pouvoir administratif, financier ainsi que la personnalité juridique avec la mission de financer et promouvoir les activités artistiques et culturelles nationales,,.

## Histoire
Le FPC est créé par l'ordonnance-loi du 03 avril 1987 sous l'appellation "Fonds Mobutu Sese Seko" comme étant une redevance, elle est annotée au budget annexe et jouit ainsi de l'autonomie de gestion poursuivant les objectifs de favoriser l'épanouissement des industries culturelles et artistiques, ainsi qu'assurer la diffusion appropriée et la représentation efficace de la production littéraire nationale. 
Plus tard, le Décret n°030/11 du 16 juin 2011 fait de lui un établissement public, bénéficiant d'une autonomie financière et administrative, également d'une personnalité juridique,.    

## Objectifs
Avec sa casquette de l'établissement public, ses objectifs sont ceux de financer des projets favorisant l’éclosion de la production littéraire, de l’industrie cinématographique, des arts scéniques et plastiques, de l’industrie musicale, ainsi que toutes les autres disciplines culturelles et artistiques. Financer les écrivains, artistes, et acteurs culturels louables afin de faciliter l’achèvement de leurs travaux, ainsi que contribuer à l’autofinancement des activités culturelles et artistiques,.

## Ressources et financement
Le financement du FPC provient principalement d'une redevance ad valorem appliquée à diverses activités économiques et culturelles. Les principales sources de revenus incluent :
- 5 % sur les recettes brutes :
  - Des librairies et papeteries établies en RDC.
  - Des spectacles et manifestations culturelles.
  - De la vente de disques étrangers (2 % pour les disques congolais).
  - Des ventes ou locations de cassettes vidéo.
  - De la valeur de chaque œuvre d'art lors de son exportation.
  - Des revenus des artistes, musiciens et écrivains distribués par la Société nationale des éditeurs, compositeurs et auteurs (SONECA), qui prélève déjà 25 % pour ses frais de gestion.
  - Des recettes brutes des architectes, maisons de couture, bijouteries, salons de coiffure et briqueteries.
  - Des factures des prestations publicitaires et des décorations d'immeubles publics ou privés.

Malgré cette diversité de sources de financement, les ressources collectées, estimées à environ 4 millions de francs congolais par mois, restent insuffisantes pour couvrir les besoins culturels d'un pays comptant plus de 60 millions d'habitants.

## Organisation et gouvernance
Le FPC est structuré en une direction générale située à Kinshasa, avec des antennes provinciales pour assurer une couverture nationale. En juillet 2023, l'artiste et auteure-compositrice Barbara Kanam a été nommée Directrice générale du FPC, apportant son expertise et sa connaissance du milieu culturel à la tête de l'institution.

## Défis et perspectives
Depuis sa création, le FPC fait face à plusieurs défis, notamment la collecte effective des redevances, la gestion transparente des fonds et l'adéquation des financements aux besoins réels des acteurs culturels. La nomination de personnalités issues du milieu artistique à des postes de direction est perçue comme une opportunité pour renforcer la pertinence des actions du FPC et améliorer son impact sur le développement culturel en RDC.
À l'avenir, le FPC envisage de diversifier ses sources de financement, d'améliorer la collecte des redevances et de renforcer ses partenariats avec des organismes nationaux et internationaux pour soutenir davantage les initiatives culturelles et artistiques en République démocratique du Congo.